# Rodenbach (bei Hanau)

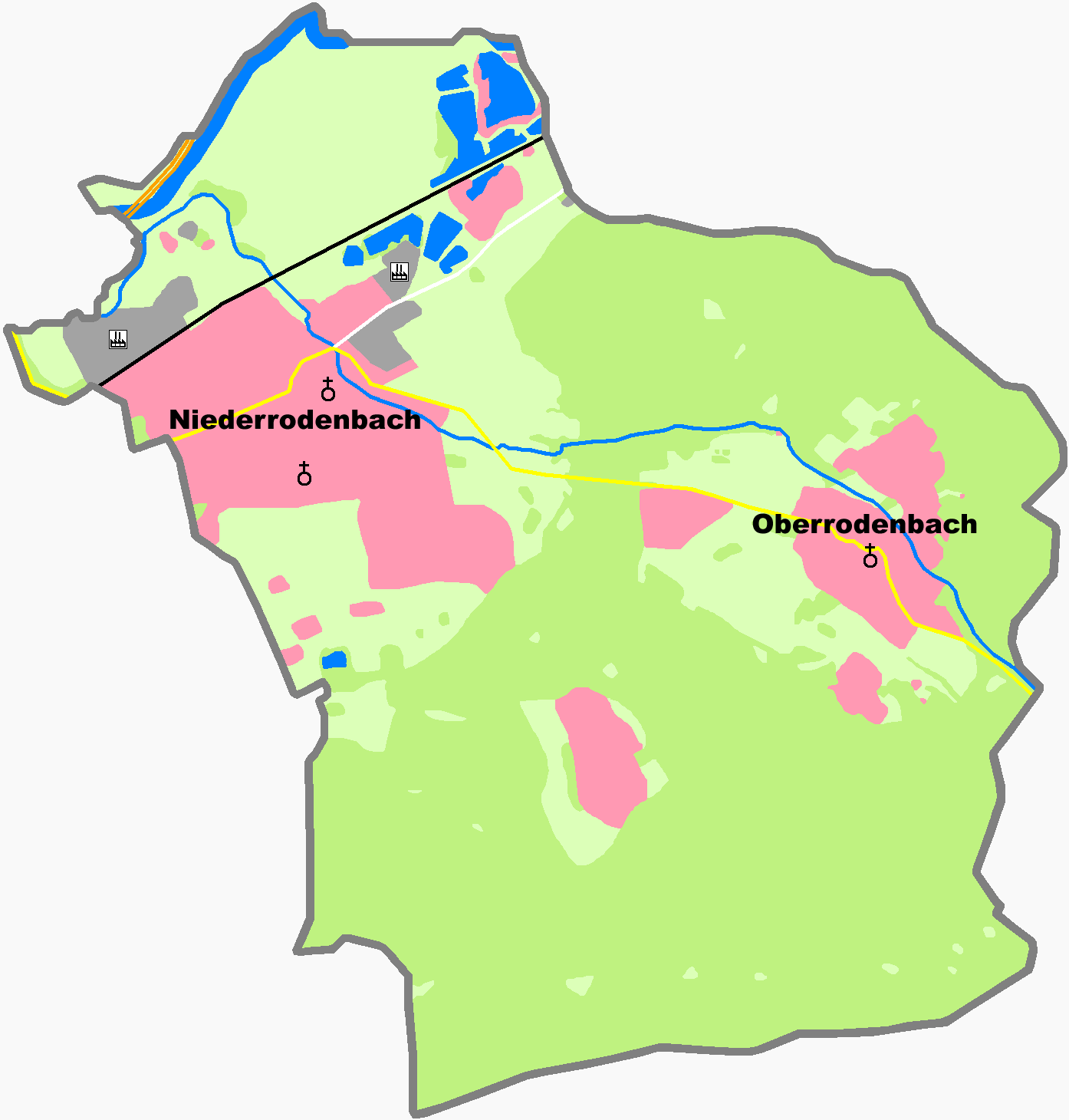
Gemeindegebiet von Rodenbach

Rodenbach ist eine deutsche Gemeinde im hessischen Main-Kinzig-Kreis.

## Geografie

### Geografische Lage
Rodenbach liegt in der Nähe von Hanau, etwa 25 Kilometer östlich von Frankfurt am Main am Rande des Vorspessarts und ist größtenteils von Wald umgeben, der Teil des Naturparkes Hessischer Spessart ist. Beide Ortsteile liegen am gleichnamigen Bach, der in seinem Unterlauf als Lache bezeichnet wird. Er fließt südwestlich Rodenbachs durch die Bulau und mündet dort in die Kinzig, die nördlich an Rodenbach vorbei Richtung Hanau fließt. Die nächste größere Stadt neben Hanau ist Langenselbold. Der topographisch höchste Punkt der Gemeindegemarkung befindet sich mit etwa 245 m ü. NN am Westhang des Kirchberges, östlich von Oberrodenbach.

### Nachbargemeinden
Rodenbach grenzt im Norden an die Stadt Langenselbold, im Nordosten an die Gemeinde Hasselroth, im Osten an die Gemeinde Freigericht, im Süden an die Stadt Alzenau und die Gemeinde Kahl am Main (beide Landkreis Aschaffenburg), im Westen an die Stadt Hanau sowie im Nordwesten an die Stadt Erlensee.
| Stadt Erlensee        | Stadt Langenselbold                         | Gemeinde Hasselroth  |
| Stadt Hanau           | Kompassrose, die auf Nachbargemeinden zeigt | Gemeinde Freigericht |
| Gemeinde Kahl am Main | Stadt Alzenau                               |                      |

### Gemeindegliederung
Rodenbach besteht aus den Ortsteilen Niederrodenbach mit 8896 Einwohnern und Oberrodenbach mit 2366 Einwohnern (Stand 31. Dezember 2020).
Der Ortskern von Niederrodenbach besteht überwiegend aus Fachwerkhäusern des 17. und 18. Jahrhunderts. Historisch bedeutsam ist die Evangelische Kirche (erbaut 1763–1765) mit ihrem regelmäßigen geometrischen Grundriss, einem Turm mit ungewöhnlich hohem Haubenhelm (Turmhöhe insgesamt ca. 48 m) und zwei Glasfenstern von Hilde Ferber. Direkt neben der Kirche (Kirchstraße 9) befinden sich das Heimatmuseum und die Gemeindebücherei. Das 1984 sanierte Gebäude des Heimatmuseums wurde 1717 für den Schultheißen Doll erbaut. Danach war es 100 Jahre lang Sitz der Oberförsterei. Von 1835 bis 1877 wurde es von der Gemeinde als Schulhaus und danach als Wohnhaus genutzt. Am ehemaligen Rathaus, einem 1737–1738 erbauten, freistehenden Fachwerkbau auf steinernem Fundament, beginnt ein Rundweg durch das historische Rodenbach mit insgesamt 19 Stationen.

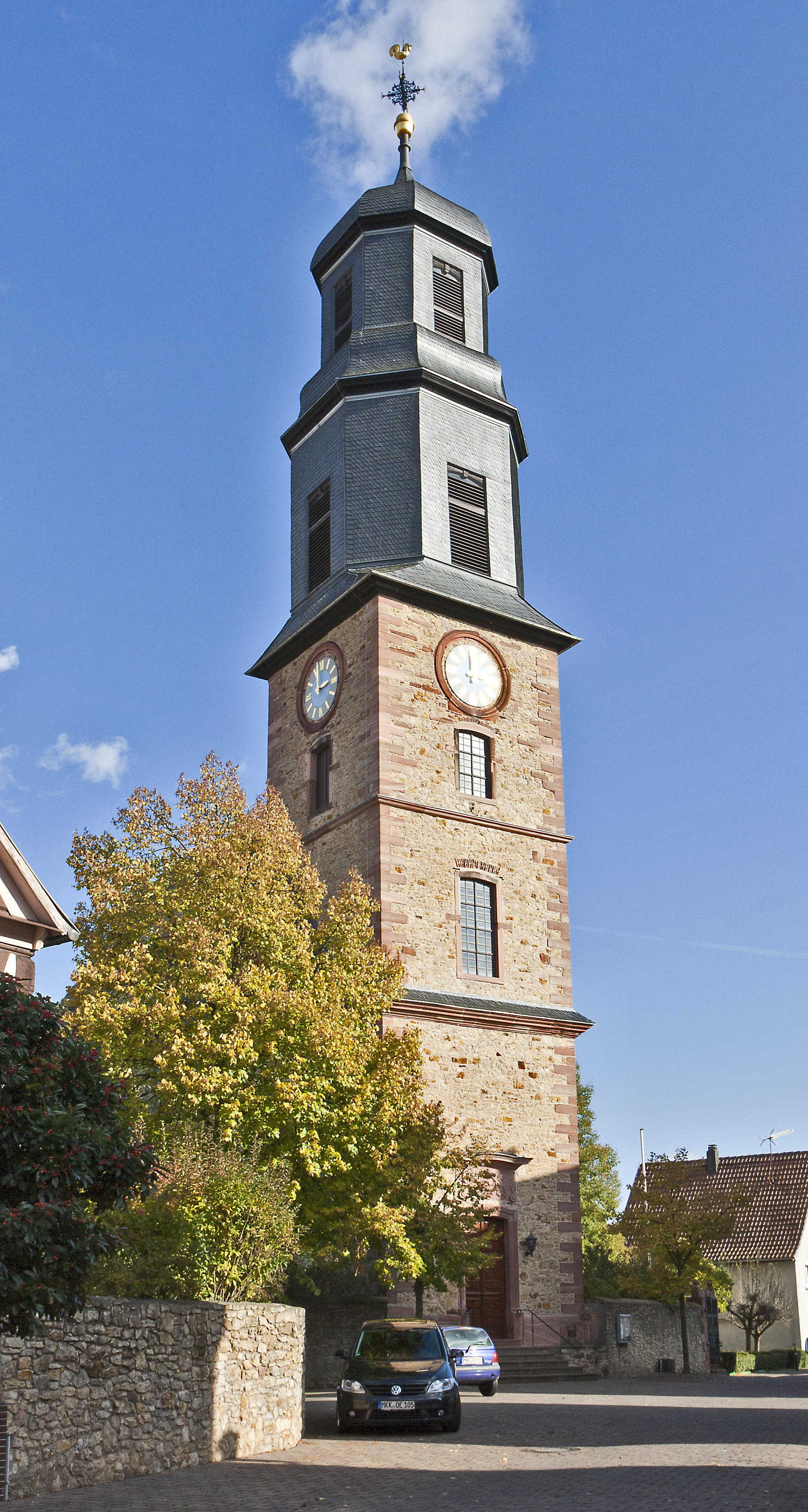
Evangel. Kirche
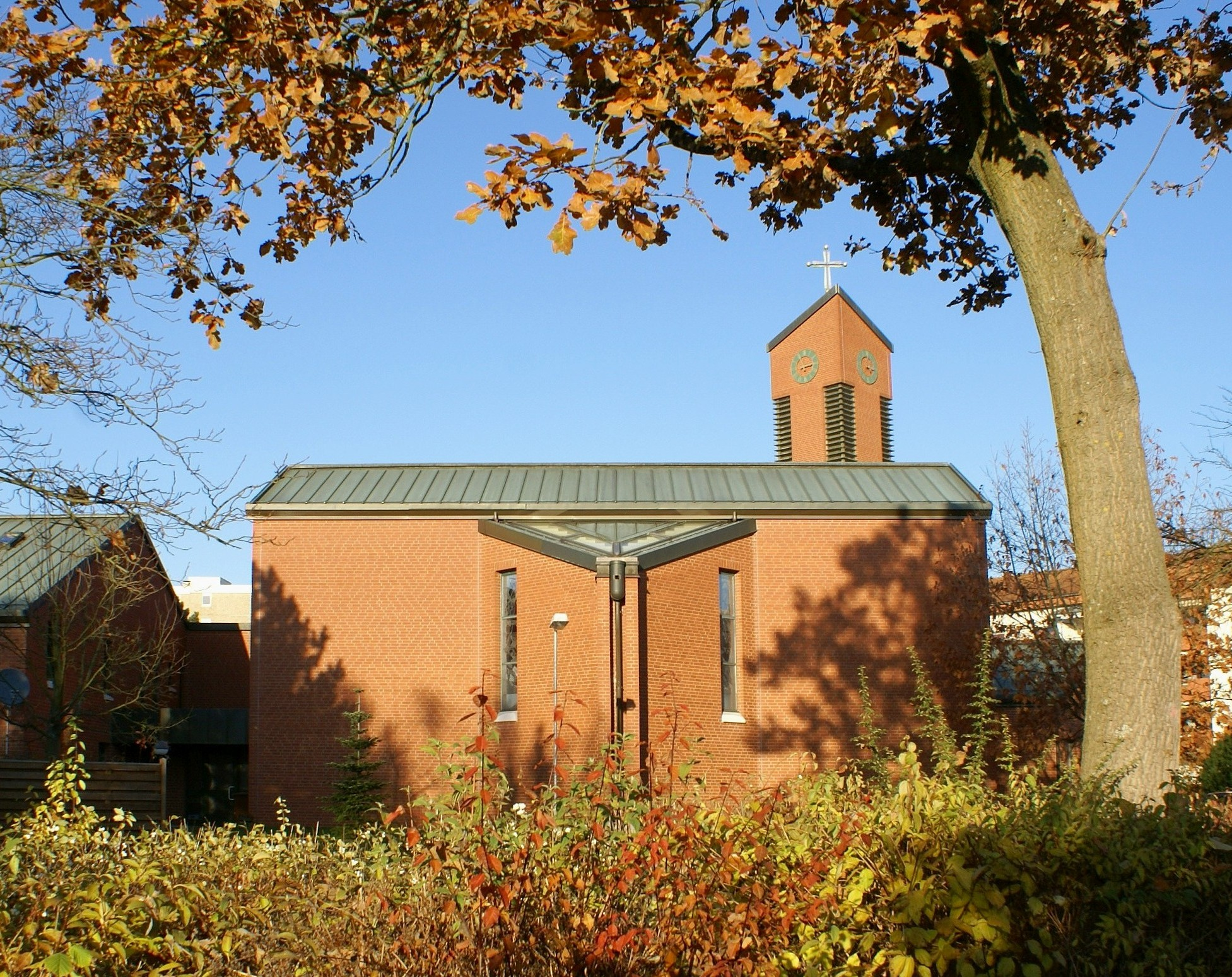
Katholische Kirche St. Michael
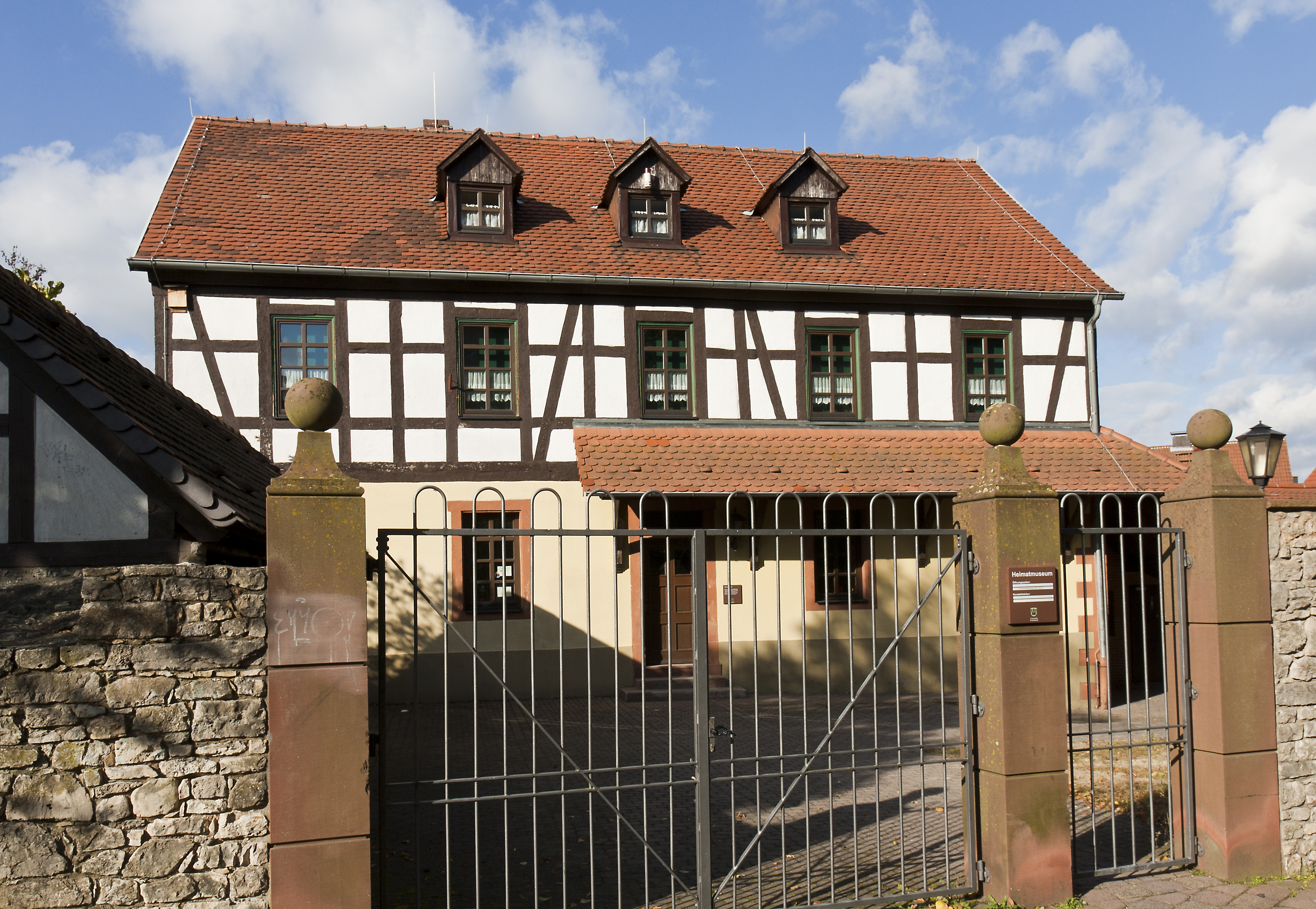
Heimatmuseum
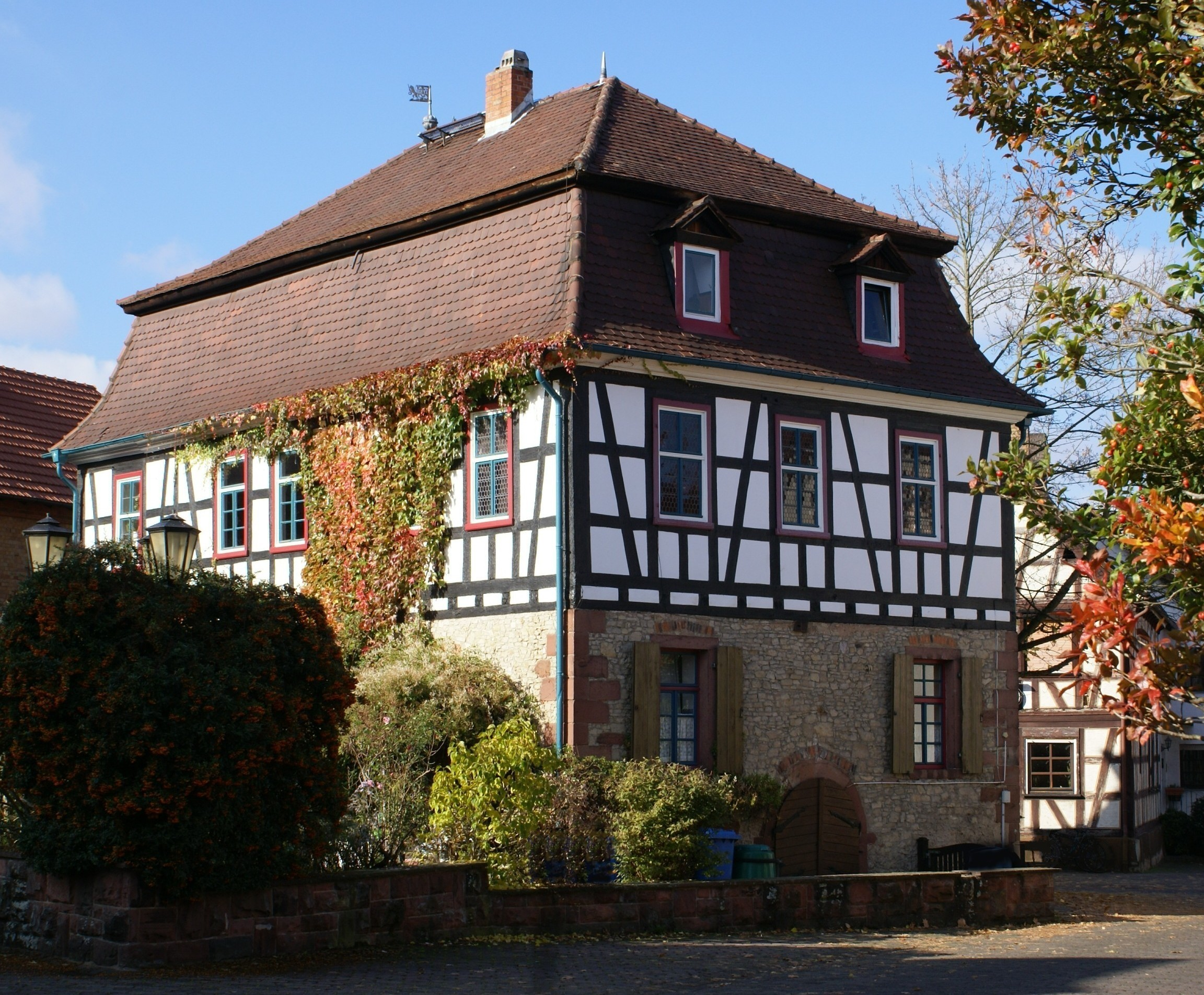
Altes Rathaus
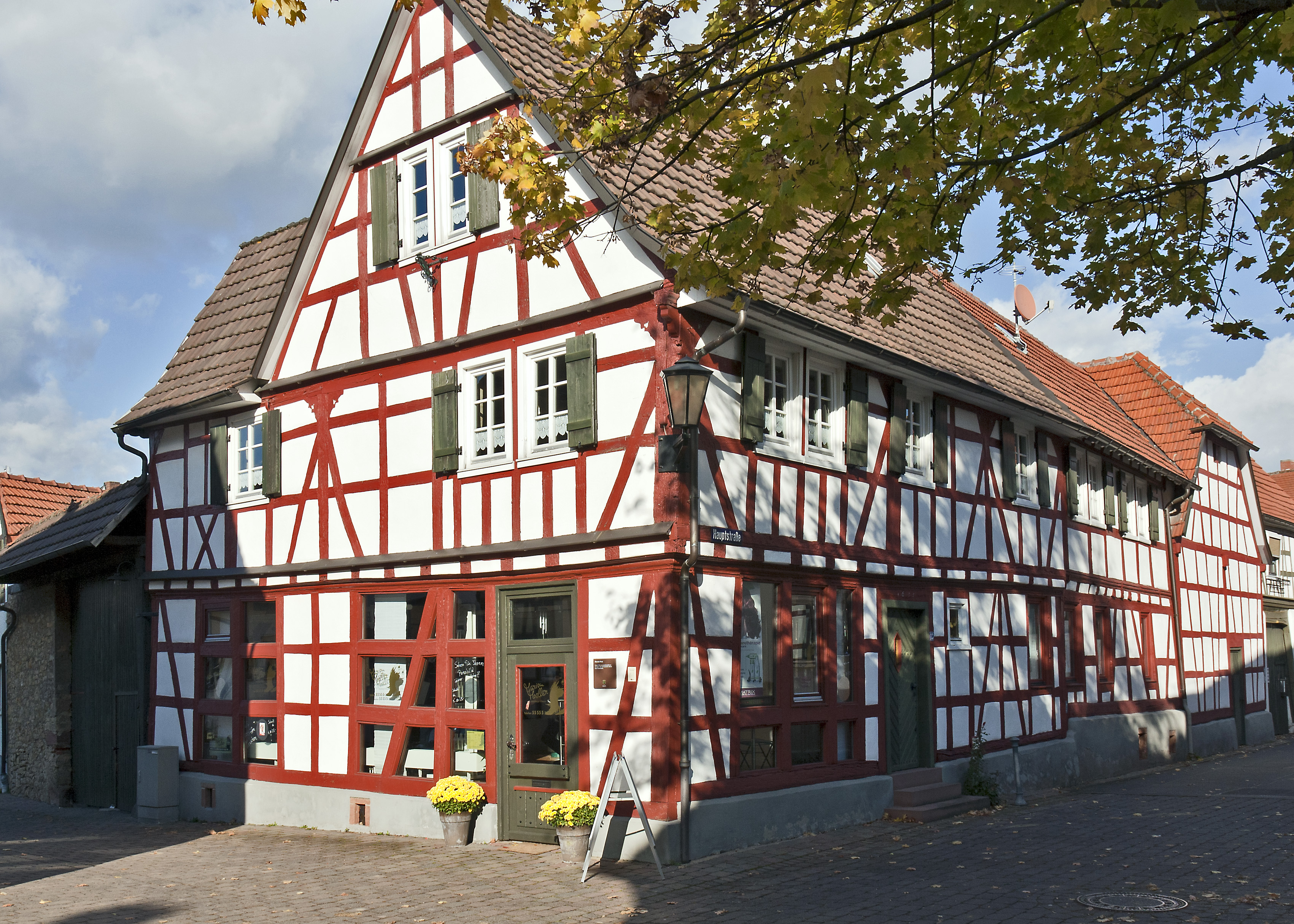
Das vermutlich älteste Haus, erbaut 1605
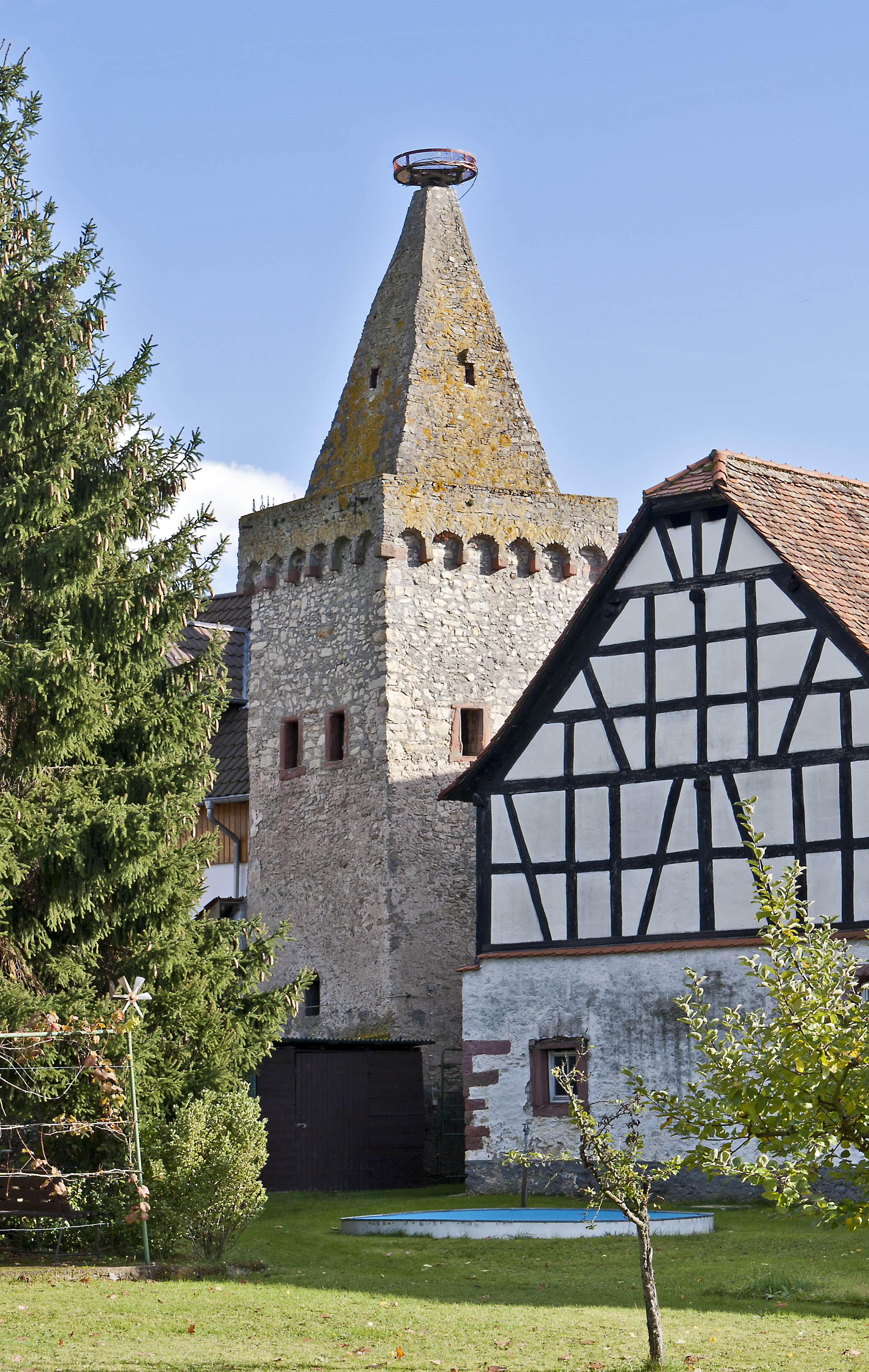
Wehrturm der Ortsbefestigung

Im Ortsteil Oberrodenbach sind die Katholische Pfarrkirche St. Peter und Paul (erbaut 1836–37) sowie vier bäuerliche Bildstöcke des 18. Jahrhunderts besonders erwähnenswert. Die Bildstöcke kennzeichneten die vier Himmelsrichtungen und waren mit ihren christlichen Bildmotiven zugleich Wegweiser für einen „rechten“ Lebenswandel.

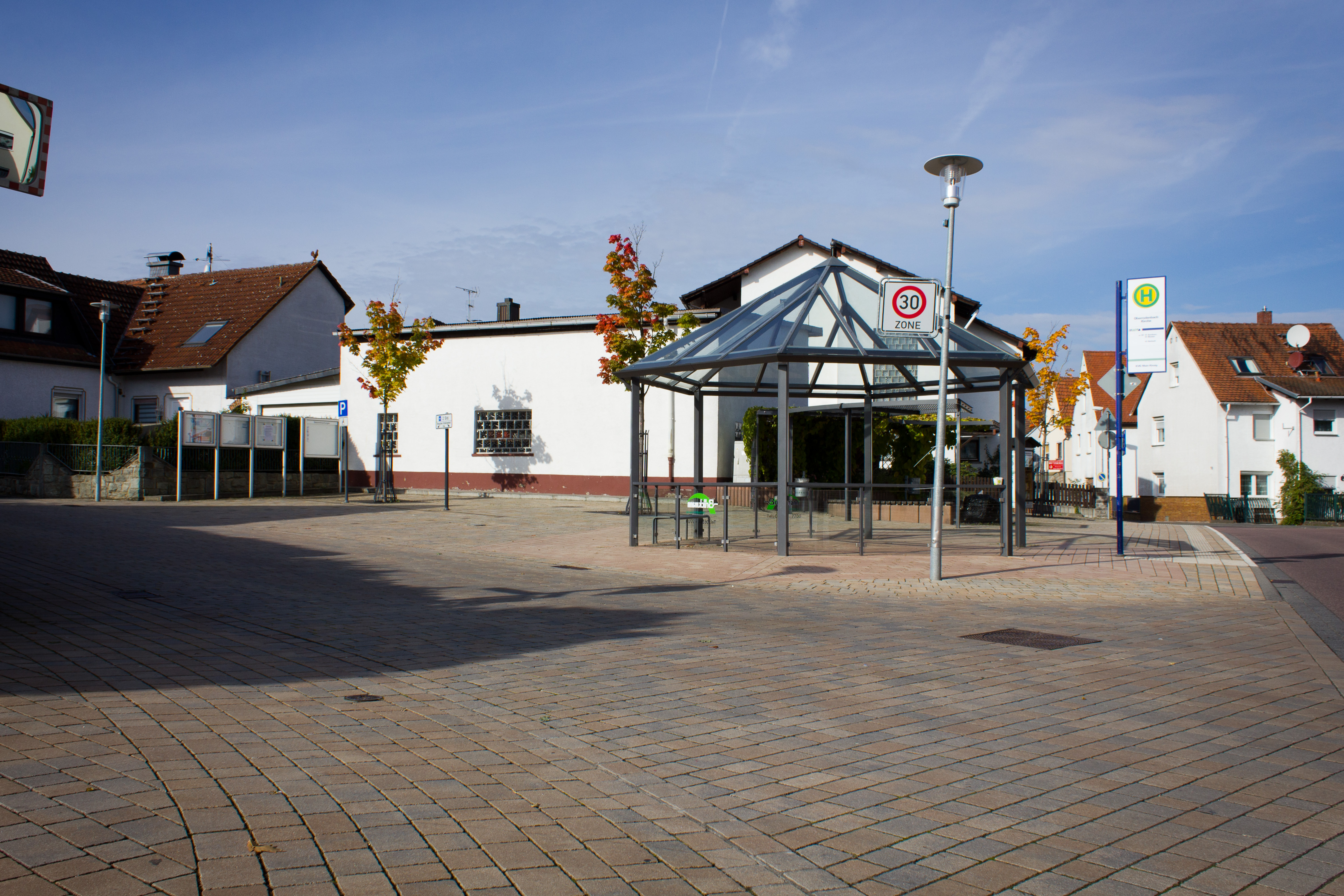
Dorfplatz
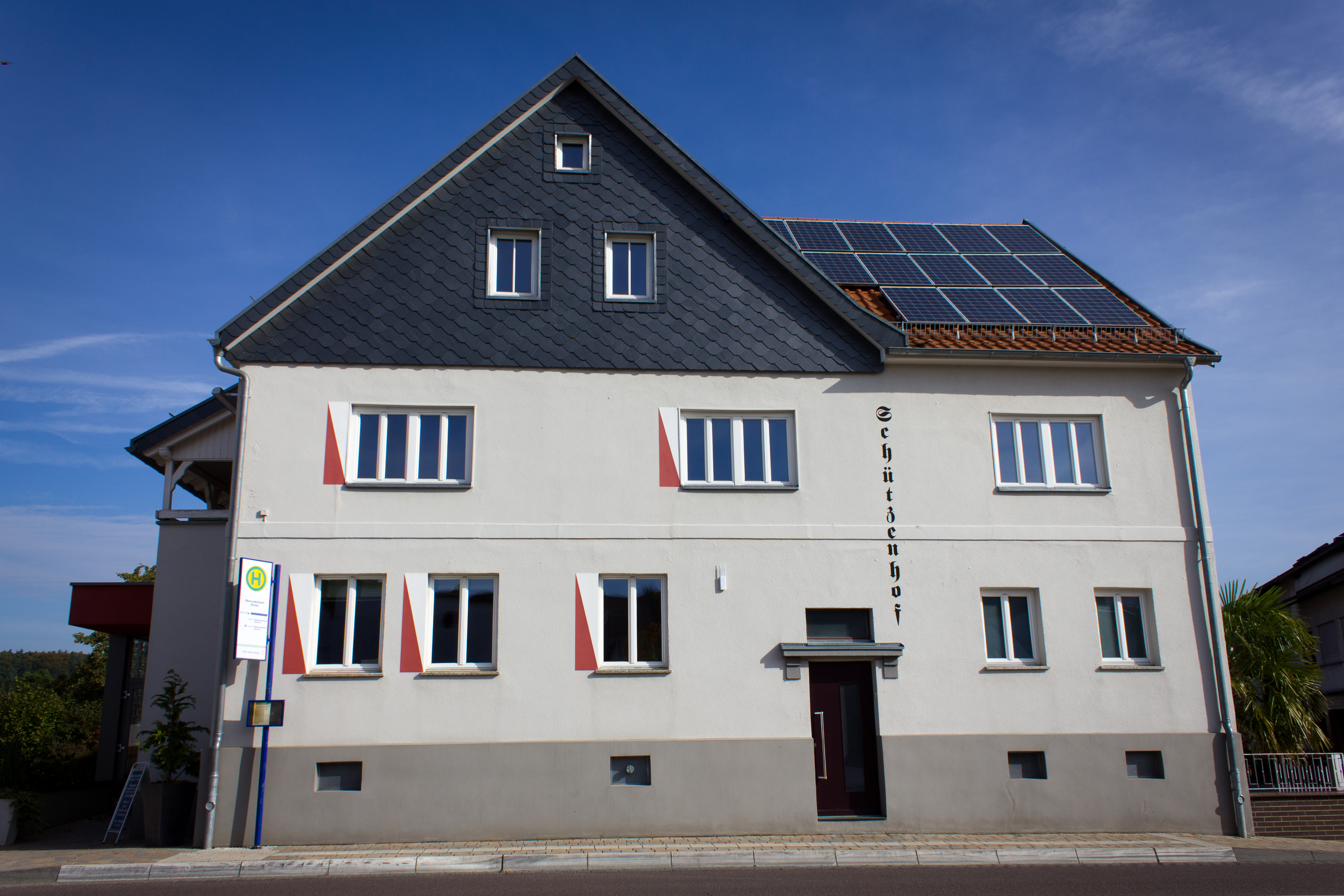
Schützenhof
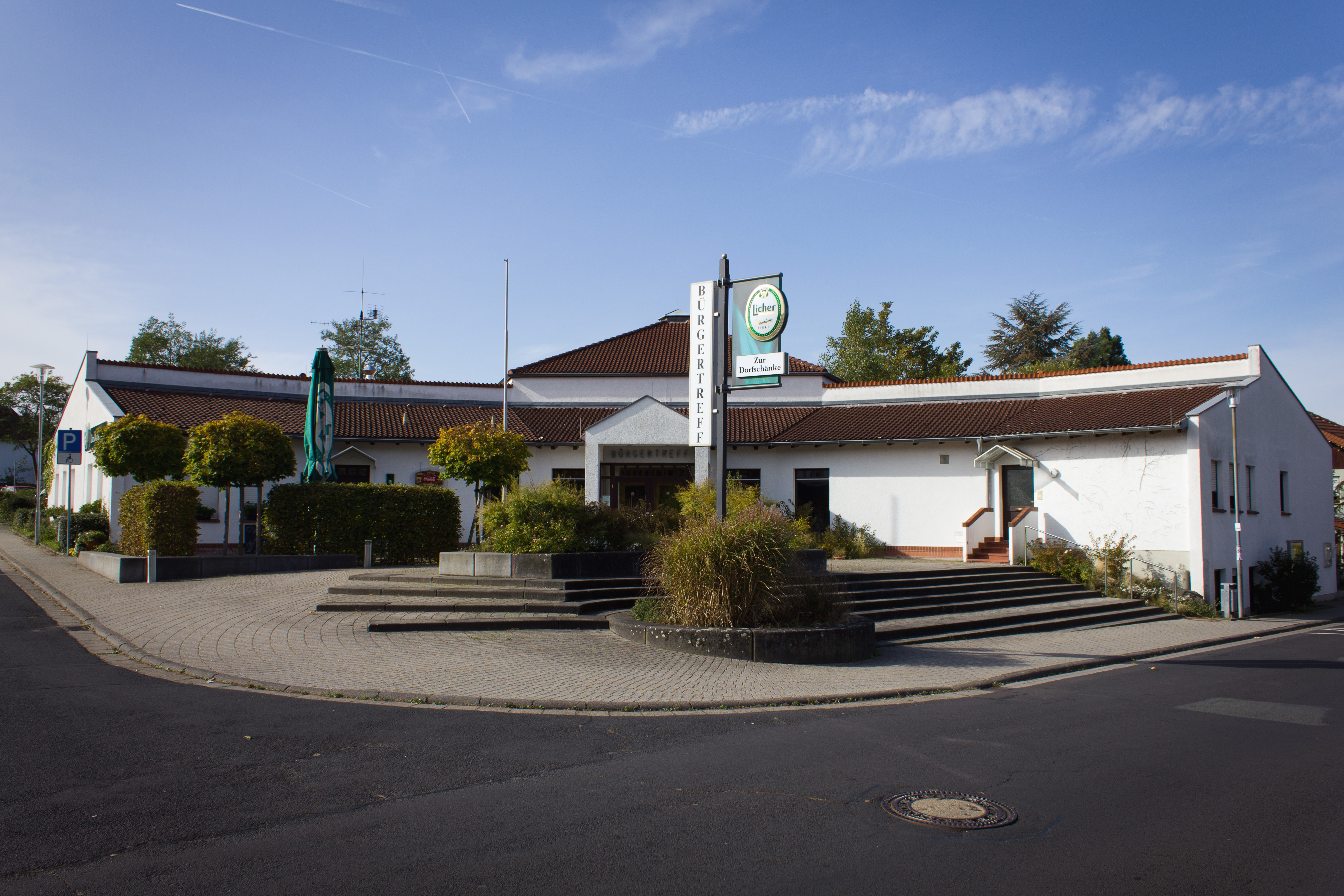
Bürgertreff mit Dorfschänke
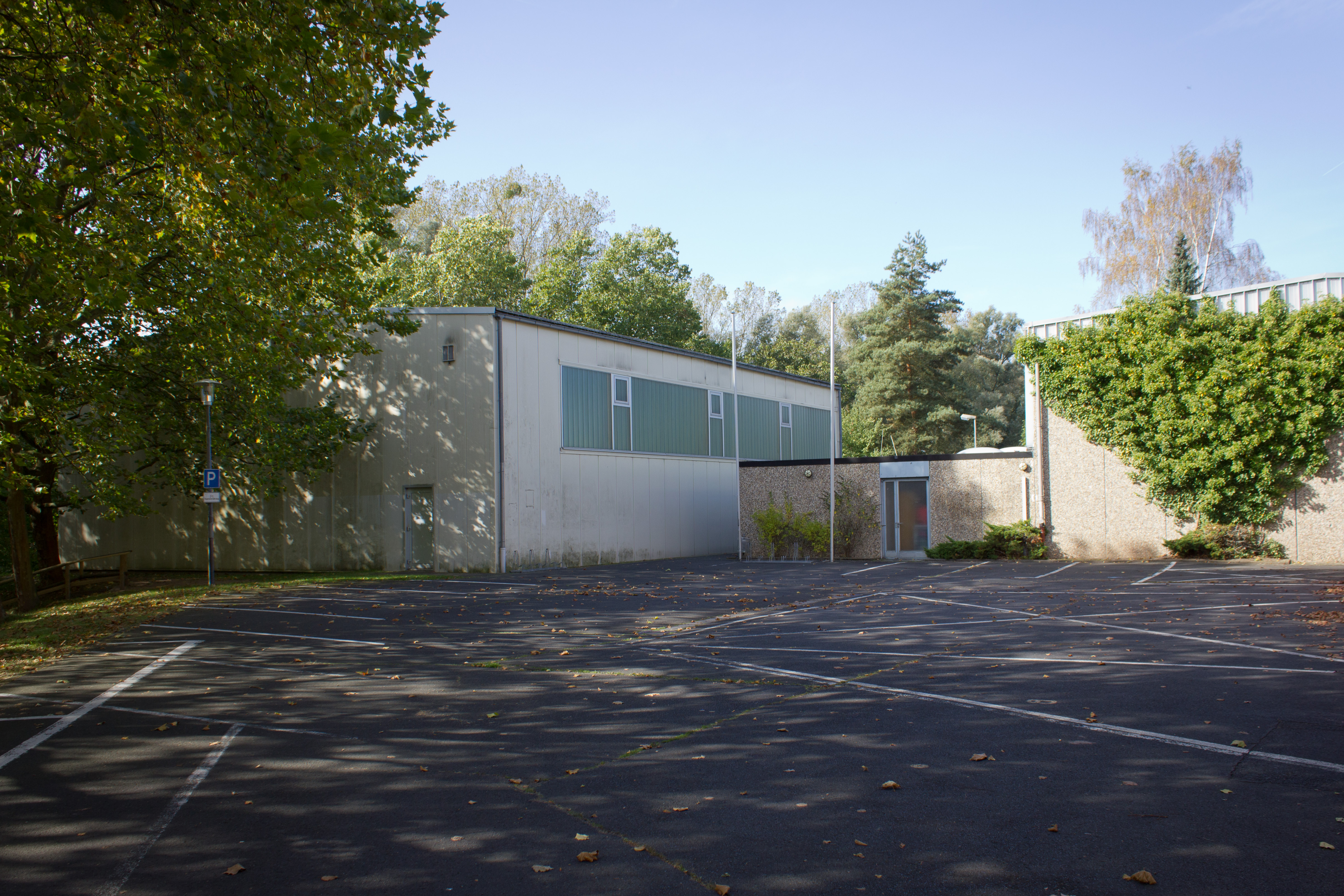
Südhanghalle
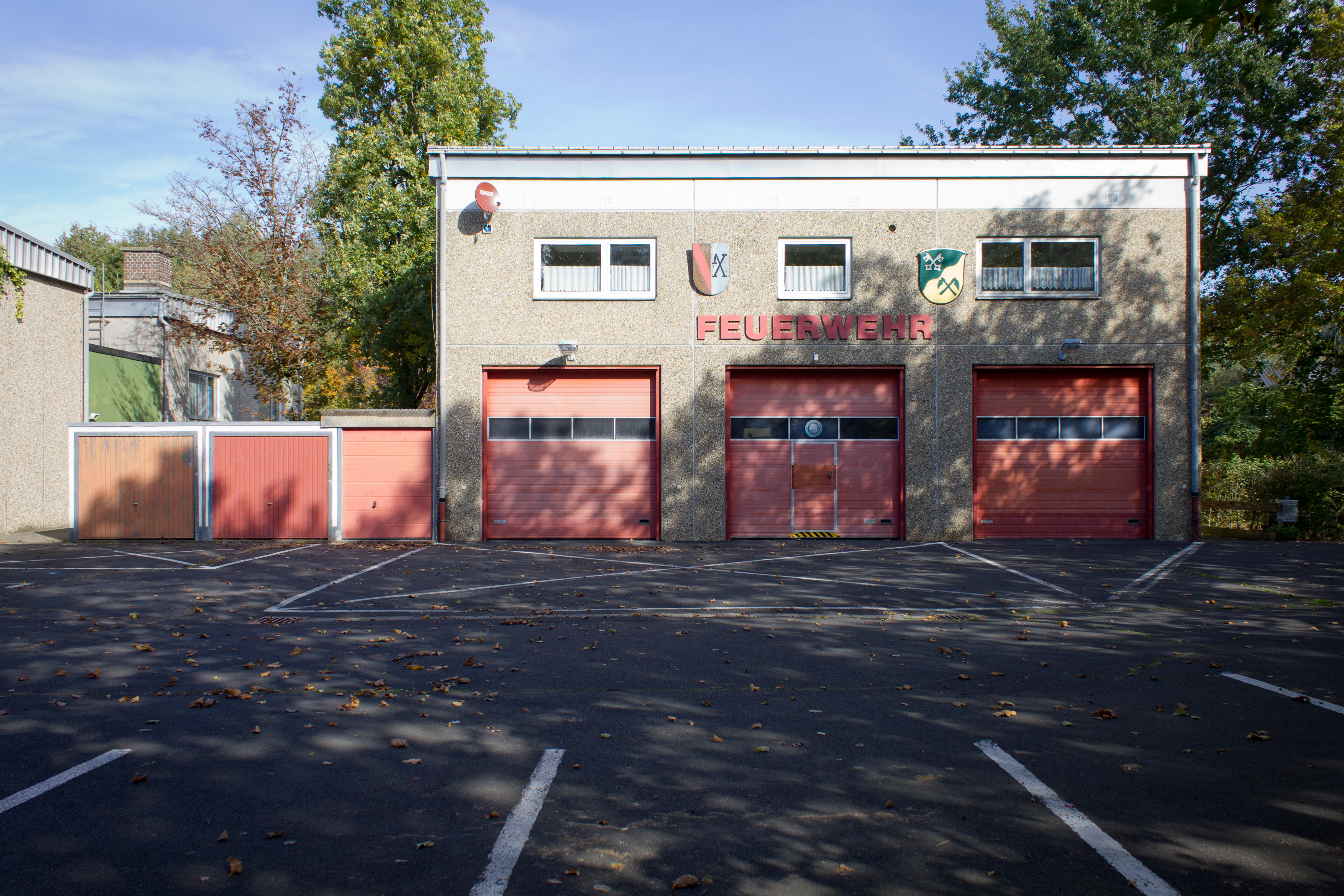
Feuerwehrhaus
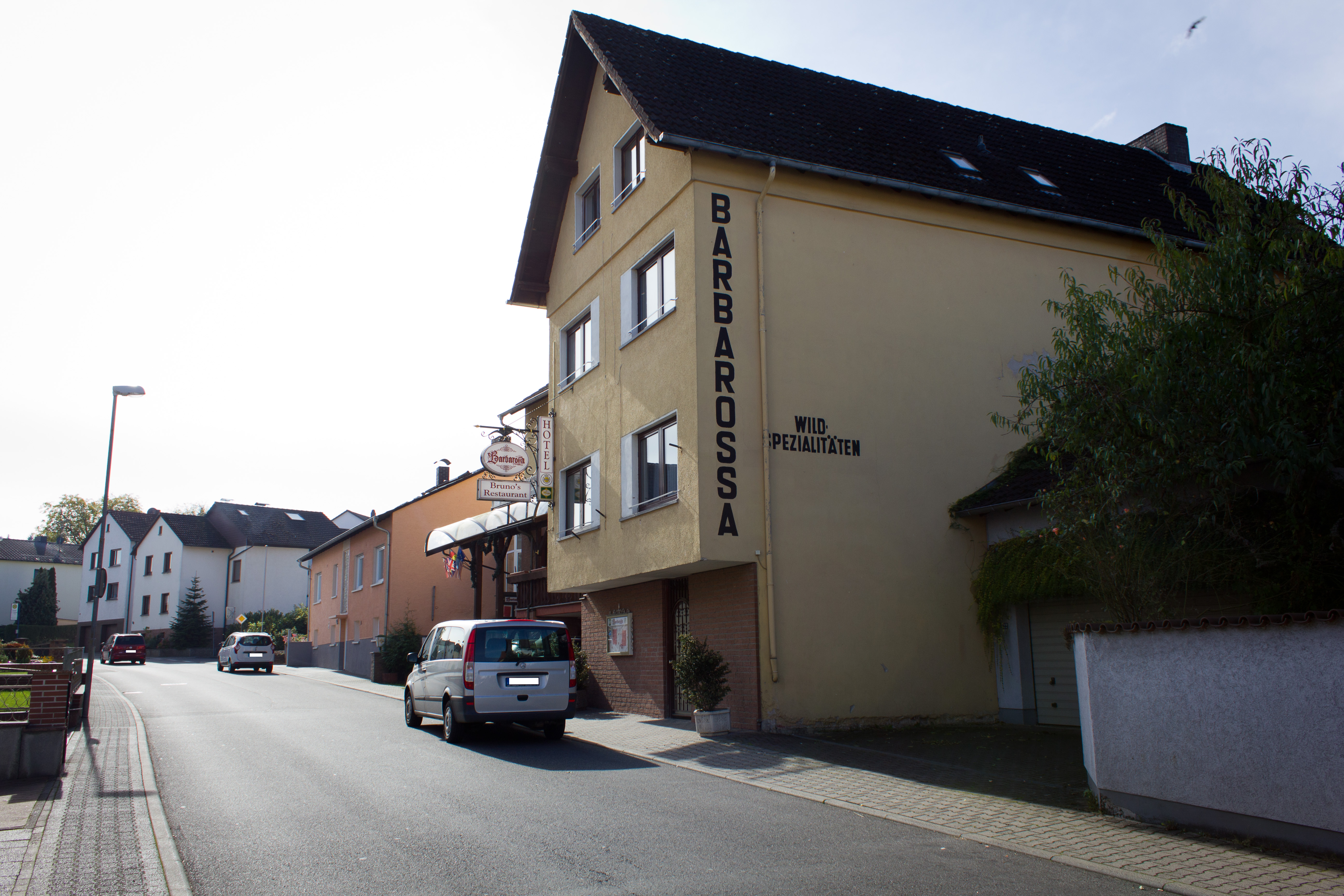
Hotel Barbarossa
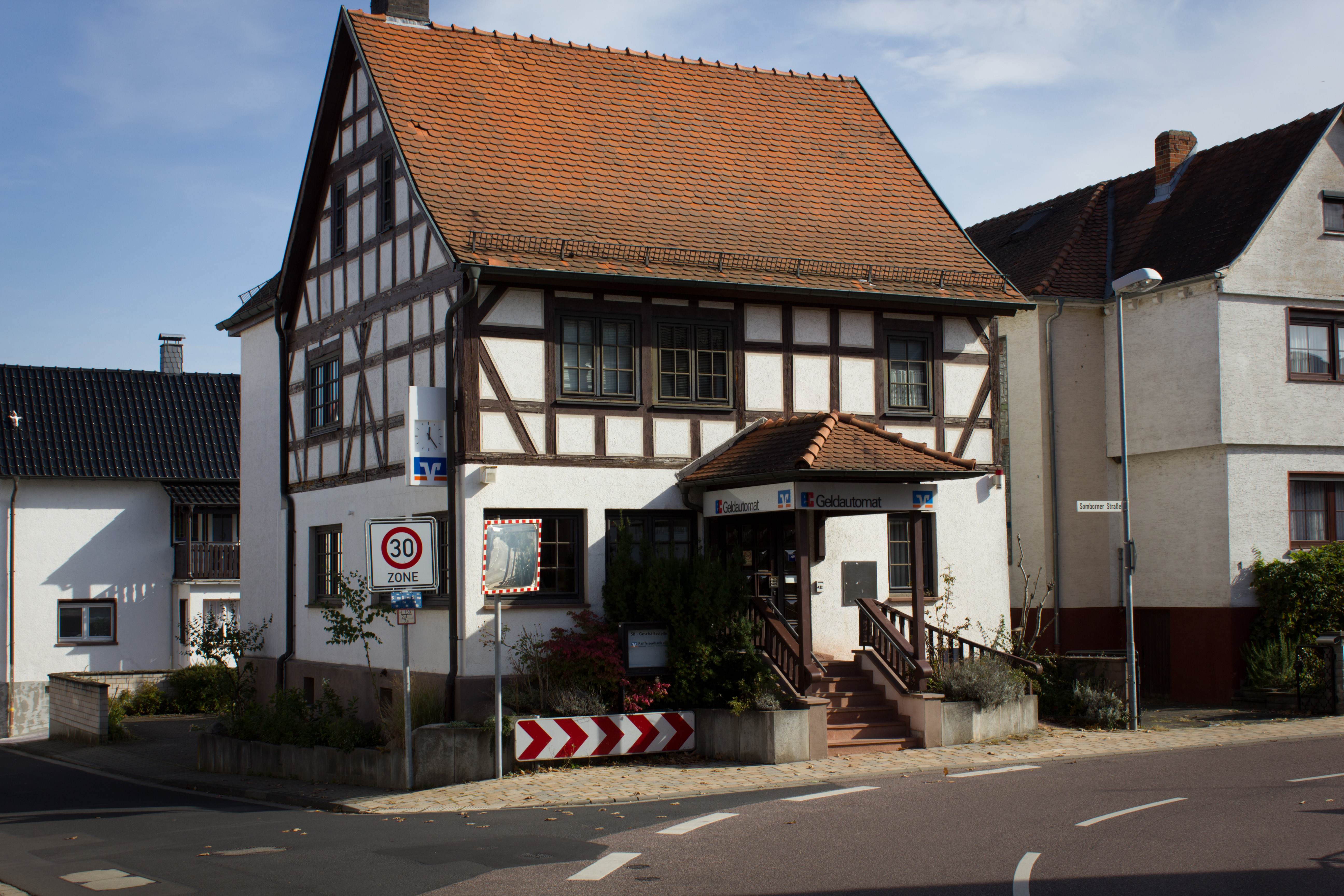
Volksbank

## Geschichte

### Vorgeschichte, Ersterwähnung, Name
Das genaue Gründungsdatum Rodenbachs kann nicht ermittelt werden. Für das Rodenbacher Gebiet sind stein- und bronzezeitliche Siedlungen nachweisbar, und auch der Limes verläuft durch die Gemarkung. Der Ortsname rührt wahrscheinlich von „Rodung am Bach“ her und entwickelte sich dann mit der Zeit zu Rodenbach.
Die älteste bekannte urkundliche Erwähnung des Ortsnamens lässt sich im Jahre 1025 gesichert nachweisen. Ein Adeliger namens Ruogger tauschte mit dem Kloster Fulda seine Besitzungen in Somborn (Gemeinde Freigericht), Rodenbach und Seligenstadt gegen Besitz in Liudolfesmünster und Seelheim. Zugleich schenkte er einen Teil an seinen Verwandten Ruprecht weiter, damit dieser an seiner Stelle ein Heeresaufgebot stellen konnte. Den Rest sollte Ruogger zur Sicherung seines Lebensunterhalts dienen und erst nach seinem Tod an Ruprecht übergehen. In der Urkunde (Übersetzung: Paul Hubach, zitiert nach: Paap 17 f.) heißt es:

„Kund sei allen, sowohl den Jetztlebenden wie auch den Späteren, wasmaßen ich Rüger, ein Edelmann, im freien Entschluß zum Heile meiner Seele und zu dem meiner El-tern übergeben habe an den heiligen Blutzeugen Gottes, Bonifatius, der ruhet in dem Kloster, das Fulda heißt, wo bekanntlich der ehrwürdige Abt Richard der gottgelieb-ten Mönchsgemeinde vorsteht, alles, was ich an Vater-gut hatte an dem Orte, der Somborn (‚Sunnibrunno‘) heißt, und an einem andern, Rodenbach (‚Rudunbach‘) genannt, nämlich 156 Leibeigene vorschiedenen Alters, beiderleich Geschlechts und 65 Huben nebst Wiesen, Weiden, Wassern und Wasserbächen, Mühlen, Weinbergen und allen dazugehörigen Nutznießungen, 2 Höfe zu Seligenstadt, jedoch in der Art, dass mir fest und ständig verbleibt, was ich dagegen übernommen habe vor dem Altar des nämlichen Bonifatius in Gegenwart der Mehrzahl der Mönche und Laien beiderlei Standes, d. h. Liudolfesmünster und in Seelheim 10 Freigelassene, mit aller Nutznießung, die zu dem Ort gehört, mit Eigenleuten, Huben, Herren-land, Wiesen, Weiden, Mühlen, Salzwerk, dem Zehnten der Mutter Kirche und dem, was nach meinem Tode heimfällt.
Sollte es aber treffen, dass Könige oder Abt diese Widmung zu brechen versuchen, so ist bestimmt und festgesetzt vor Zeugen, dass ich das Vatergut in Eigenrecht verwenden und verschenken kann, wem und wo ich will.
Dass diese Bestimmung nicht verletzt werden kann, will ich als Zeugen, die anwesend waren, aufführen: Herr Abt Richard, Bardo, Erlwein, Engelbert, Hartmann, Hartneid, Niz, Adelheim, Waris, Dietgötz (Dietrich Gottfried), Rohink, Werner, Bernwart, Rudolf, Reinhard, Reinbot, Ruprecht, Baut, Hazo, Nanther, Bertold und viele andere bei-gezogene Zeugen. Vor diesen Zeugen habe ich unter der Schutzherrschaft des Abtes Richard das Lehen, das ich aus vorgenanntem Kloster habe, geschenkt meinem Enkel Ruprecht, teilweise augenblicklich mit den zu diesem Lehen gehörigen Mannen, damit er für mich zum Reichsheere, solange ich lebe, ein ganzes Aufgebot stellt, um nach meinem Ableben, meine für meine Lebenstage unmittelbar vorgesehene Erübrigung ganz aus dem Gesamteigentum und ohne jeden Einspruch oder jede Schmälerung zum Besitz.
Geschehen im Jahre seit der Fleischwerdung unseres Herrn Jesus Christus 1025, in der achten Römerzinszahl im ersten Regierungsjahr Konrads. Ich, Adelung, sündiger Priester und Mönch, habe auf Geheiß des Herrn Abtes Richard diese Schenkungsurkunde geschrieben und die Zeit wie oben aufgezeichnet.“

Ob Ruogger ganz Rodenbach gehörte, ob er gar den Ort gründete, geht aus dieser Urkunde nicht hervor.

### Weitere gesicherte Erwähnungen Rodenbachs
Weitere gesicherte Erwähnungen Rodenbachs sind dann erst wieder für das 13. und vermehrt für das 14. Jahrhundert nachweisbar. So werden in einer Gerichtsakte aus dem Jahr 1222 „Männer in Rodinbach“ in einem Streit um die Güter des Mainzer Stephansstifts im Hanauer Wald erwähnt. Der Rückinger Ritter Gerhard Ruschebusch machte den Stiftsherrn ihre Güter dort streitig, verlor aber den Prozess.
Im zweiten Fall aus dem Jahr 1241 wird zum ersten Mal eine Rodenbacher Kapelle erwähnt. Ein Geistlicher namens Bruno, der als Pfarrer an der Kirche in Großkrotzenburg tätig war, klagte gegen den Herren von Hanau, um das Patronatsrecht der Kapelle. Dieses Vorschlagsrecht für einen neu zu berufenden Priester forderte Bruno für sich ein, da die Rodenbacher Kapelle nur eine Filiale der Großkrotzenburger Kirche sei. Der Herr von Hanau hingegen verwies darauf, dass schon seine Vorfahren das Patronatsrecht ausgeübt hätten und daher dieses Recht bei ihm liege. Das Gericht schloss sich seinen Argumenten an und wies die Klage Brunos ab.
1337 findet sich dann ein Hinweis auf die erste Rodenbacher Kirche, es ist das Fragment eines Indulgenzbriefes (Ablassbrief) für eine Michaelskirche, d. h. eine dem Erzengel Michael geweihte Kirche. Es ist dabei aber nicht geklärt, ob es sich bei der 1337 erwähnten Michaelkirche um das gleiche Gebäude wie im Jahr 1241 oder um einen Erweiterungs- oder einen Nachfolgebau handelt.

### Unterscheidung von Nieder- und Oberrodenbach
Die Quellen aus dem 13. und 14. Jahrhundert geben keinen Hinweis darauf, ob Rodenbach schon immer zwei Ortsteile hatte oder welches Dorf früher entstand. Die Quellen zeigen jedoch, dass im 14./15. Jahrhundert die Stellung des Mainzer Petersstiftes in Oberrodenbach immer stärker wurde, während Niederrodenbach deutlich im Einflussbereich der Herren bzw. ab 1429 der Grafen von Hanau lag.
Die erste urkundliche Unterscheidung zwischen Nieder- und Oberrodenbach findet sich in einem Verzeichnis der Einkünfte der Pfarrkirche Langendiebach (Gemeinde Erlensee) aus dem Jahr 1338: „Item in Rodenbach inferiori VI denar“. Leider gibt dieses Verzeichnis weder Auskunft darüber, wofür die 6 Pfennig gezahlt wurden, noch erwähnt es „Rodenbach superiori“, also Oberrodenbach. Die Benennung von „Niederrodenbach“ lässt allerdings darauf schließen, dass es bereits 1338 auch ein „Oberrodenbach“ gegeben hat.

### Der große Brand von 1493 und die jüdische Gemeinde
1493 wütete im Dorf ein großer Brand, der viele Menschenleben kostete. Neben vielen Wohnhäusern wurde auch die Kirche samt Inventar zerstört. Unter den Opfern in der Bevölkerung waren auch 3 jüdische Männer und 7 jüdische Frauen. Dies ist bekannt, da der Graf von Hanau wegen der Beerdigungsfrage zwei Briefe an die jüdische Gemeinde zu Frankfurt schrieb. Urkundliche Hinweise auf jüdische Familien finden sich in den folgenden Jahrhunderten immer wieder, woraus zu schließen ist, dass es seit Ende des 15. Jahrhunderts bis zur Zeit des Nationalsozialismus fast ständig auch Rodenbacher jüdischen Glaubens gab.

### Reformation und Schule
Die Einführung der Reformation in Rodenbach lässt sich mit der Berufung des Pfarrers Michael Weinbrenner in Niederrodenbach für das Jahr 1527 ansetzen, der in Rodenbach bis 1565 tätig war. Weinbrenner schloss sich – wie viele andere Pfarrer der Grafschaft Hanau – schnell der reformatorischen Bewegung an. Bei einer Visitation auf Anordnung des Mainzer Erzbischofs im Jahr 1549 waren in der Grafschaft nur noch 5 von 22 visitierten Pfarrern katholisch.
Aber schon vor 1527 muss von kirchlicher Seite einiges in Bewegung gekommen sein. 1525 und endgültig 1527 zerstörten Rodenbacher Bauern das 1468 gegründete Kloster Wolfgang, von dem heute noch Ruinen zeugen. Den Mönchen wurde ein Lebenswandel vorgeworfen, der sich nicht mehr am Ideal eines mönchischen Lebens orientierte. Krawall und Gelage habe es gegeben, so der Vorwurf. Das Einschreiten der Bauern wurde vom Grafen von Hanau nicht bestraft.
Die Reformation hatte nicht nur weitreichende Auswirkungen auf das religiöse, sondern auch auf das soziale und kulturelle Leben, insbesondere auf das Bildungswesen, eine direkte Folge von Luthers Flugschrift „An die Ratsherrn aller Städte in deutschen Landen, dass sie christliche Schulen aufrichten und halten sollen“. Dazu ist zu beachten, dass es bis zur zweiten Hälfte des 16. Jahrhunderts auch in den Hanauer Dörfern keine Schulen gab. Erst 1606 werden die ersten Schulen in den Frankfurter Dörfern erwähnt. Für Rodenbach gibt es erste Hinweise, dass bereits um 1540 mit den Anfängen des Schulunterrichts begonnen wurde. Noch 1539 zahlte Niederrodenbach „auf Martini“ den bislang jährlich zu entrichtenden einen Gulden „für den Schulmeister in Hanau“, danach aber nicht mehr, ohne dass etwa Hanauer Mahnschreiben bekannt wären, die eine solche Schuld eingefordert hätten. Als weiterer Hinweis auf die nun einsetzende Bildungsinitiative mag auch die Anschaffung zweier „Straßburger Gesangbücher“ im Jahr 1544 gelten – davon eines natürlich für den Pfarrer, das zweite aber wohl für die Hand eines Helfers, der damit den Gemeindegesang fördern sollte. Die erste richtige Dorfschule ist dann um 1600 nachweisbar, der Schulmeister wird schon 1599 erstmals urkundlich erwähnt.

### Konfessionelle Spaltung Nieder- und Oberrodenbachs

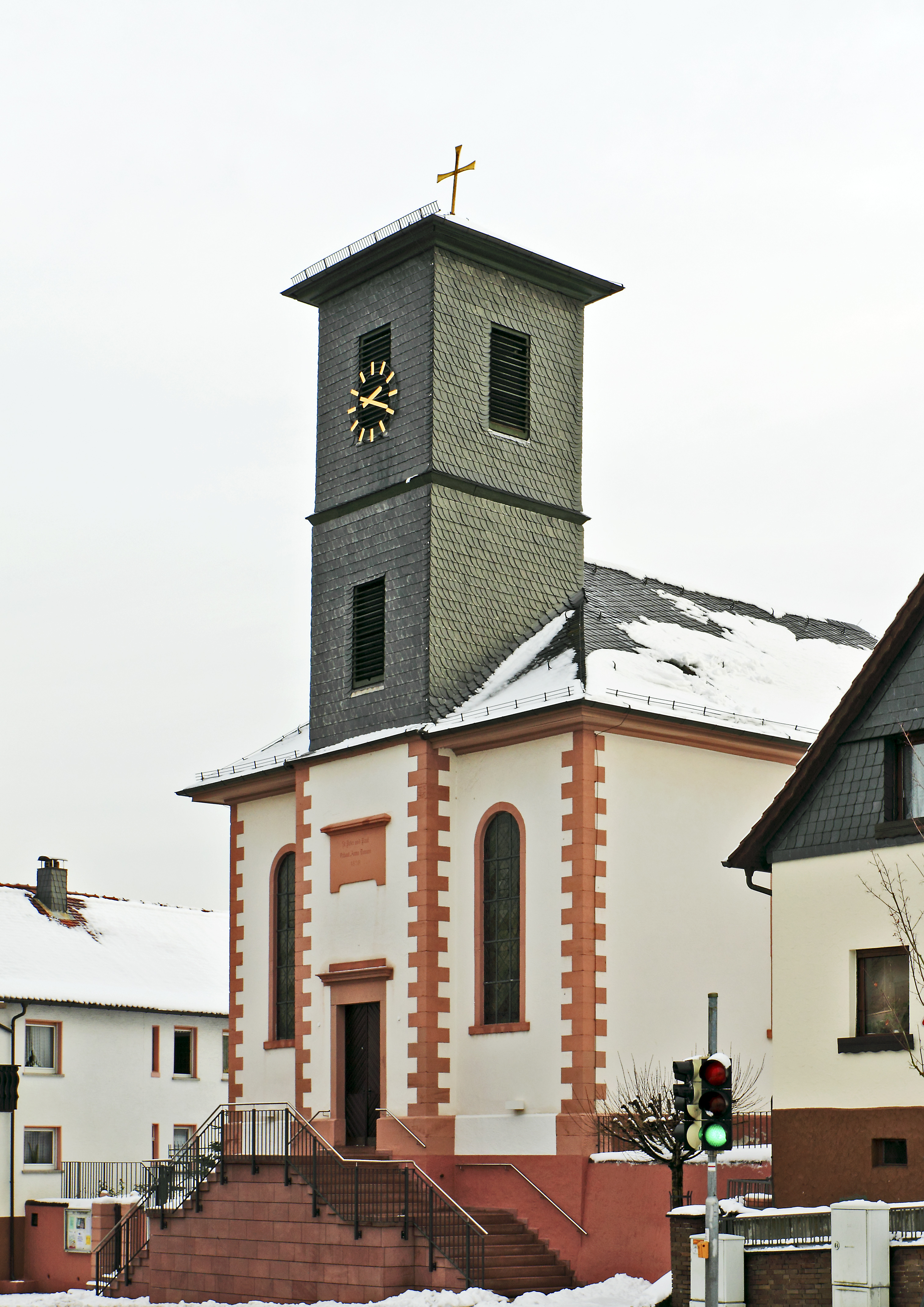
Kath. Kirche St. Peter und Paul in Oberrodenbach

Die kirchliche Spaltung Nieder- und Oberrodenbachs lässt sich auf die Wende vom 16. zum 17. Jahrhundert datieren. Bis 1596 war die Oberrodenbacher Gemeinde eine Filiale der Niederrodenbacher Pfarrei und somit ab 1527 mit Michael Weinbrenners Wirken auch evangelisch. Für kurze Zeit wurde die Gemeinde dann nach Somborn umgepfarrt, aber schon 1597 scheint es – die Quellenlage ist ein wenig undurchsichtig – wird dann Oberrodenbach in die Großkrotzenburger Pfarrei umgepfarrt.
Über die Motive des Mainzer Petersstift, die Umpfarrung nach Somborn und dann nach „Groß-Crotzenburg“ kann nur spekuliert werden. Natürlich kann man eine Art „Gegenreformation“ vermuten. Man wird jedoch auch nicht außer Acht lassen dürfen, dass es an vielen verschiedenen Punkten vor allem wirtschaftspolitische Auseinandersetzungen zwischen dem Petersstift und den Grafen von Hanau gab. Auch aus diesem Grunde waren die Stiftsherrn sicherlich bestrebt, „die Verbindung zwischen ihrem Dorf Oberrodenbach und dem hanauischen Niederrodenbach so weit wie möglich zu kappen und zu reduzieren, um zu verdeutlichen, dass ihre Ortschaft mit der Grafschaft Hanau nichts zu tun hat.“ (Paap 80).
Religiös bedeutsam war aber nicht nur die konfessionelle Aufspaltung der beiden Ortsteile. Auch in Niederrodenbach kam es zu einer konfessionellen Trennung – allerdings innerhalb der evangelischen Einwohnerschaft. Ab 1686 ist die Existenz einer kleinen evangelisch-lutherischen Gemeinde in diesem Ortsteil nachweisbar, deren Gründung wohl auf Einwanderungen in das Dorf zurückzuführen ist. Ab 1689 verfügte sie auch über einen eigenen Kirchen- und Schulraum in der ehemaligen landesherrlichen Oberförsterei in der heutigen Kirchstraße 4 und hatte das – damals keineswegs selbstverständliche – Recht der freien und öffentlichen Religionsausübung. Mit der Hanauer Union von 1818 ging diese Gemeinde in die größere reformiert geprägte Gemeinde auf.

### Hexenverfolgungen Oberrodenbach
Während der Hexenverfolgungen wurden von 1628 bis 1630 in Oberrodenbach 14 Bürger Opfer der Hexenprozesse.

### Hessische Gebietsreform und Gegenwart

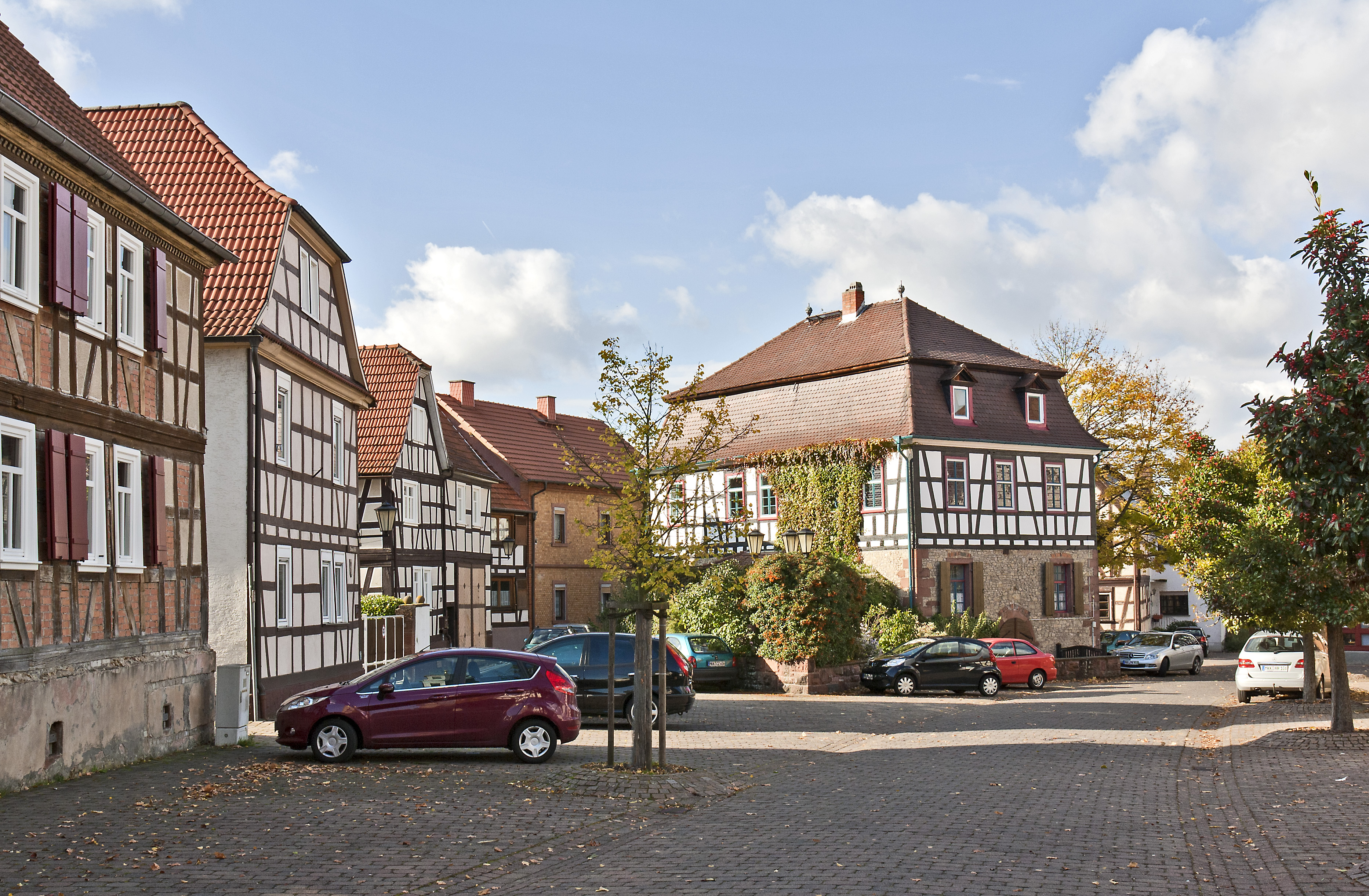
Kirchstraße und altes Rathaus in Niederrodenbach

Im Zuge der Gebietsreform in Hessen schlossen sich die beiden bis dahin selbstständigen Gemeinden Niederrodenbach und Oberrodenbach am 1. März 1970 freiwillig zu einer Gemeinde mit dem Namen Rodenbach zusammen.
Im Jahr 2000 feierte die Gemeinde – Bezug nehmend auf die erste urkundliche Erwähnung im Jahr 1025 – ihr 975-jähriges Bestehen.
Im Gegensatz zu anderen umliegenden Gemeinden gab es in Rodenbach in den letzten Jahren keine größere Erschließung von Wohn- bzw. Neubaugebieten. Lediglich vorhandene Baulücken wurden geschlossen bzw. freiwerdende Flächen (z. B. durch den Verkauf eines Gärtnereigeländes) wurden bebaut. Im Jahr 2005 wurde ein kleineres Gewerbegebiet am Ortsrand erschlossen, in welchem unter anderem ein Lebensmittelmarkt sowie ein Fachmarktzentrum gebaut wurden.
Die Gemeinde bietet eine gut ausgebaute Infrastruktur. Im Ort befinden sich die Adolf-Reichwein-Grund-, Haupt- und Realschule sowie mehrere Kindergärten. Ebenso gibt es diverse Allgemein- und Fachärzte, Apotheken, Handwerks- und Gastronomiebetriebe sowie verschiedene Einzelhandelsgeschäfte.
Fast 100 Vereine bieten den Einwohnern umfangreiche Möglichkeiten der Freizeitgestaltung. Besonders zu erwähnen sind die moderne und großzügig gestaltete Bücherei im alten Ortskern, das Strandbad sowie verschiedene Sportanlagen. Die Umgebung bietet sehr gute Bedingungen zum Wandern, Joggen oder Rad- bzw. Mountainbikefahren. Der Buchbergturm bietet einen schönen Blick über den Main-Kinzig-Kreis bis nach Hanau, Frankfurt am Main und den Taunus.
Das amtliche Bekanntmachungsorgan der Gemeinde ist der „Rodenbach Kurier“. Diese Heimatzeitung wird inzwischen im 34. Jahrgang (Stand 2006) wöchentlich herausgegeben und enthält neben den amtlichen Bekanntmachungen und kirchlichen Nachrichten vor allem Berichte aus den diversen Vereinen.
Seit einigen Jahren brütet mit Erfolg auch wieder der Weißstorch in den Kinzig-Au-Wiesen am Ortsrand von Niederrodenbach. Voraussetzung war die Errichtung einer Nistgelegenheit, um den früher sehr zahlreich vorkommenden Weißstorch wieder beobachten zu können. Ein Wahrzeichen ist auch ein Storchenhorst auf dem Wehrturm in Niederrodenbach, der lange Zeit nicht besetzt war, seit 2014 aber wieder durch ein Brutpaar genutzt wird.

## Bevölkerung

### Einwohnerstruktur 2011
Nach den Erhebungen des Zensus 2011 lebten am Stichtag, dem 9. Mai 2011, in Rodenbach 11142 Einwohner. Darunter waren 964 (7,7 %) Ausländer, von denen 382 aus dem EU-Ausland, 303 aus anderen europäischen Ländern und 179 aus anderen Staaten kamen. Von den deutschen Einwohnern hatten 12,2 % einen Migrationshintergrund. (Bis zum Jahr 2020 erhöhte sich die Ausländerquote auf 12,8 %.) Die Einwohner lebten in 4950 Haushalten. Davon waren 1492 Singlehaushalte, 1701 Paare ohne Kinder und 1252 Paare mit Kindern, sowie 374 Alleinerziehende und 131 Wohngemeinschaften. In 1236 Haushalten lebten ausschließlich Senioren und in 3161 Haushaltungen lebten keine Senioren.

### Einwohnerentwicklung
| Rodenbach: Einwohnerzahlen von 1970 bis 2020                             | Rodenbach: Einwohnerzahlen von 1970 bis 2020 | Rodenbach: Einwohnerzahlen von 1970 bis 2020 | Rodenbach: Einwohnerzahlen von 1970 bis 2020 | Rodenbach: Einwohnerzahlen von 1970 bis 2020 |
| ------------------------------------------------------------------------ | -------------------------------------------- | -------------------------------------------- | -------------------------------------------- | -------------------------------------------- |
| Jahr                                                                     |                                              |                                              |                                              | Einwohner                                    |
| 1970                                                                     | 1970                                         |                                              | 6.698                                        | 6.698                                        |
| 1975                                                                     | 1975                                         |                                              | 9.604                                        | 9.604                                        |
| 1980                                                                     | 1980                                         |                                              | 11.360                                       | 11.360                                       |
| 1985                                                                     | 1985                                         |                                              | 11.680                                       | 11.680                                       |
| 1990                                                                     | 1990                                         |                                              | 11.498                                       | 11.498                                       |
| 1995                                                                     | 1995                                         |                                              | 11.883                                       | 11.883                                       |
| 2000                                                                     | 2000                                         |                                              | 11.439                                       | 11.439                                       |
| 2005                                                                     | 2005                                         |                                              | 11.427                                       | 11.427                                       |
| 2010                                                                     | 2010                                         |                                              | 11.149                                       | 11.149                                       |
| 2011                                                                     | 2011                                         |                                              | 11.142                                       | 11.142                                       |
| 2015                                                                     | 2015                                         |                                              | 11.176                                       | 11.176                                       |
| 2020                                                                     | 2020                                         |                                              | 11.262                                       | 11.262                                       |
| Quellen: LAGIS; Hessisches Statistisches Informationssystem; Zensus 2011 |                                              |                                              |                                              |                                              |

### Konfessionsstatistik
| • 1987: | 5622 evangelische (= 49,6 %), 3730 katholische (= 32,9 %), 1981 sonstige (= 17,5 %) Einwohner |
| • 2011: | 4550 evangelische (= 40,8 %), 3150 katholische (= 28,3 %), 3450 sonstige (= 30,9 %) Einwohner |

## Politik

### Gemeindevertretung
Die Kommunalwahl am 14. März 2021 lieferte folgendes Ergebnis, in Vergleich gesetzt zu früheren Kommunalwahlen:

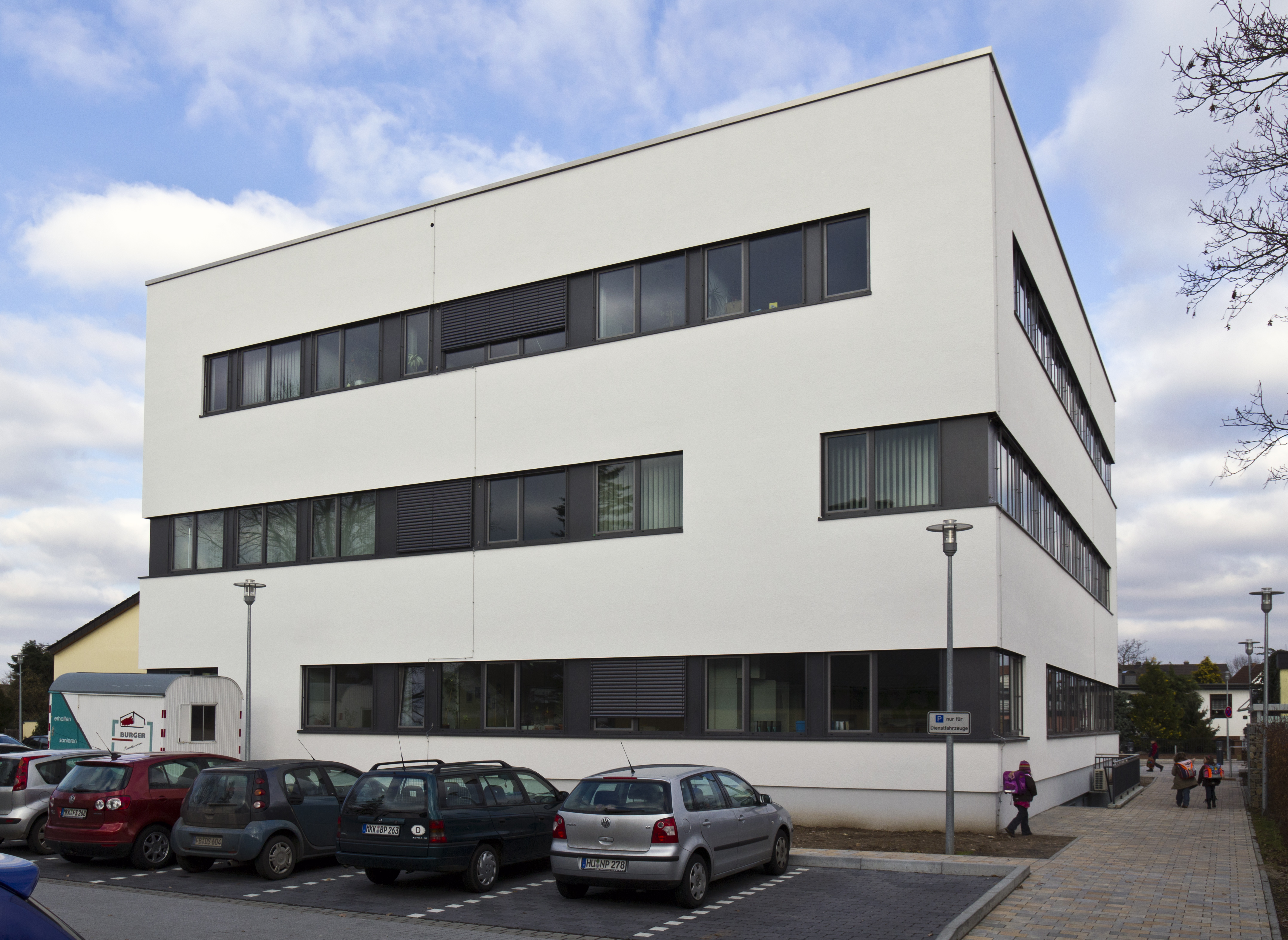
Rathaus in Niederrodenbach

| Sitzverteilung in der Gemeindevertretung 2021Insgesamt 31 Sitze - SPD: 14 - Grüne: 5 - FDP: 4 - CDU: 8 | Parteien und Wählergemeinschaften | Parteien und Wählergemeinschaften           | % 2021 | Sitze 2021 | % 2016 | Sitze 2016 | % 2011 | Sitze 2011 | % 2006 | Sitze 2006 | % 2001 | Sitze 2001 |
| Sitzverteilung in der Gemeindevertretung 2021Insgesamt 31 Sitze - SPD: 14 - Grüne: 5 - FDP: 4 - CDU: 8 | SPD                               | Sozialdemokratische Partei Deutschlands     | 46,6   | 14         | 57,3   | 18         | 62,6   | 19         | 60,0   | 19         | 62,0   | 23         |
| Sitzverteilung in der Gemeindevertretung 2021Insgesamt 31 Sitze - SPD: 14 - Grüne: 5 - FDP: 4 - CDU: 8 | CDU                               | Christlich Demokratische Union Deutschlands | 24,7   | 8          | 32,9   | 10         | 31,9   | 10         | 30,8   | 9          | 29,3   | 11         |
| Sitzverteilung in der Gemeindevertretung 2021Insgesamt 31 Sitze - SPD: 14 - Grüne: 5 - FDP: 4 - CDU: 8 | FDP                               | Freie Demokratische Partei                  | 12,3   | 4          | 9,8    | 3          | 5,6    | 2          | 9,2    | 3          | 5,5    | 2          |
| Sitzverteilung in der Gemeindevertretung 2021Insgesamt 31 Sitze - SPD: 14 - Grüne: 5 - FDP: 4 - CDU: 8 | GRÜNE                             | Bündnis 90/Die Grünen                       | 16,4   | 5          | —      | —          | —      | —          | —      | —          | –      | –          |
| Sitzverteilung in der Gemeindevertretung 2021Insgesamt 31 Sitze - SPD: 14 - Grüne: 5 - FDP: 4 - CDU: 8 | WIR                               | Wählerinitiative Rodenbach                  | –      | –          | —      | —          | —      | —          | —      | —          | 3,2    | 1          |
| Sitzverteilung in der Gemeindevertretung 2021Insgesamt 31 Sitze - SPD: 14 - Grüne: 5 - FDP: 4 - CDU: 8 | Gesamt                            | Gesamt                                      | 100    | 31         | 100    | 31         | 100    | 31         | 100    | 31         | 100    | 37         |
| Sitzverteilung in der Gemeindevertretung 2021Insgesamt 31 Sitze - SPD: 14 - Grüne: 5 - FDP: 4 - CDU: 8 | Wahlbeteiligung                   | Wahlbeteiligung                             | 49,9 % | 49,9 %     | 55,5 % | 55,5 %     | 50,3 % | 50,3 %     | 46,6 % | 46,6 %     | 57,0 % | 57,0 %     |

### Bürgermeister
Nach der hessischen Kommunalverfassung wird der Bürgermeister für eine sechsjährige Amtszeit gewählt, seit dem Jahr 1993 in einer Direktwahl, und ist Vorsitzender des Gemeindevorstands, dem in der Gemeinde Rodenbach neben dem Bürgermeister ehrenamtlich ein Erster Beigeordneter und fünf weitere Beigeordnete angehören. Bürgermeister ist seit dem 9. September 2002 Klaus Schejna (SPD), der bis dahin Ordnungsamtsleiter der Gemeindeverwaltung war. Er wurde als Nachfolger von Sascha Raabe (SPD), der nicht für eine zweite Amtszeit antrat, am 10. März 2002 im ersten Wahlgang bei 65,4 Prozent Wahlbeteiligung mit 54,5 Prozent der Stimmen gewählt. Es folgten drei Wiederwahlen, zuletzt, pandemiebedingt verschoben, am 1. November 2020. Durch die verschobene Wahl verschob sich der Beginn der Amtszeit auf den 10. Dezember 2020, den Tag der Amtseinführung in der Sitzung der Gemeindevertretung.
Amtszeiten der Bürgermeister
- 2002–2026 Klaus Schejna (SPD)[18]
- 1996–2002 Sascha Raabe (SPD)
- 1977–1996 Karlheinz Seikel (SPD)[21]

### Wappen und Flagge
Wappen

Blasonierung: „In Gold eine grüne Blätterkrone mit roten Steinen.“
Das Wappen wurde der Gemeinde Rodenbach im damaligen Landkreis Hanau am 26. November 1970 durch das Hessische Innenministerium genehmigt. Gestaltet wurde es durch den Bad Nauheimer Heraldiker Heinz Ritt.
Das Wappen wurde von der ehemaligen Gemeinde Niederrodenbach übernommen. Die Krone stammt aus einem Niederrodenbacher Gerichtssiegel des 18. Jahrhunderts.
Flagge
Die Flagge wurde gemeinsam mit dem Wappen durch das Hessische Innenministerium genehmigt und wird wie folgt beschrieben:
„Die Flagge zeigt die beiden Farben Rot und Gelb, oben eine grüne Laubkrone.“
Oft wird jedoch das gesamte Gemeindewappen mit Schild auf der Flagge gezeigt.

## Sport
Die Turngesellschaft 1891 Niederrodenbach ist mit etwa 1450 Mitgliedern der größte Verein in Rodenbach. Die Handballer der TGS spielten 1978 im DHB-Pokal.

## Wirtschaft und Infrastruktur

### Nahversorgung
Rodenbach ist Sitz der Raiffeisenbank eG, Rodenbach.

### Verkehr
Der Bahnhof Rodenbach (b Hanau) liegt an der Kinzigtalbahn Frankfurt–Fulda. Der öffentliche Verkehr wird ferner durch mehrere Buslinien sichergestellt.

### Bildung
In Rodenbach gibt es mit der Adolf-Reichwein-Schule eine Grund-, Haupt- und Realschule mit Förderstufe. Gymnasien gibt es in den benachbarten Orten Somborn und Hanau.

## Persönlichkeiten
- Paul Hindemith (1895–1963), Komponist, Dirigent und Bratscher, lebte von 1896 bis 1898 in Niederrodenbach
- Ulrich Wolf (* 1947), deutscher Generalleutnant des Heeres der Bundeswehr